# Nhóm hoán vị
Trong toán học, một nhóm hoán vị là một nhóm G có các phần tử là các hoán vị của một tập hợp cho trước M, và phép toán trên nhóm là phép toán hợp hay tích các hoán vị trong G (hoán vị được xem là một song ánh từ tập M đến chính nó); quan hệ này thường được ký hiệu là (G, M). Lưu ý rằng nhóm tất cả các hoán vị của một tập hợp là một nhóm đối xứng; khái niệm nhóm hoán vị thường để chỉ một nhóm con của nhóm đối xứng. Nhóm đối xứng của n phần tử được ký hiệu bằng 
Sn; nếu M là một tập hữu hạn hoặc vô hạn, nhóm tất cả các hoán vị của M thường được ký hiệu là Sym(M).

## Ví dụ
Những phép hoán vị thường được biểu diễn dưới dạng chu trình, như vậy với tập hợp M {1,2,3,4}, một hoán vị g của M có g(1)=2, g(2)4, g(4)=1 và g(3)=3 sẽ được biểu diễn dưới dạng (1,2,4) (3), hoặc thông dụng hơn, (1,2,4) bởi vì 3 không thay đổi; nếu các đối tượng được ký hiệu bằng các chữ cái hoặc chữ số, ta còn có thể bỏ qua dấu phẩy, nhu vậy ta có ký hiệu (1 2 4).
Xét tập các hoán vị G sau của tập hợp M = {1,2,3,4}:
- e = (1)(2)(3)(4)
  - Đây là hoán vị đồng nhất, hoán vị tầm thường không làm thay đổi vị trí các phần tử.
- a = (1 2)(3)(4) = (1 2)
  - Hoán vị này đổi chỗ 1 và 2, và giữ nguyên vị trí của 3 và 4.
- b = (1)(2)(3 4) = (3 4)
  - Giống như trường hợp trước, nhưng đổi chỗ 3 và 4, và giữ nguyên phần còn lại.
- ab = (1 2)(3 4)
  - Hoán vị này, là hợp của hai phép hoán vị trước, đổi chỗ 1 với 2, và 3 với 4.

G tạo thành một nhóm, bởi vì aa = bb = e, ba = ab, và baba = e. Do đó (G, M) tạo thành một nhóm hoán vị.
Trò chơi khối Rubik là ví dụ khác về một nhóm hoán vị. Tập hợp các phần tử được hoán vị chính là các khối lập phương con được tô màu của toàn bộ khối lập phương. Mỗi phép xoay một mặt của khối lập phương là một hoán vị các vị trí và hướng của các khối lập phương con. Đi với nhau, các phép xoay sẽ tạo thành một tập sinh, và sẽ sinh ra một nhóm bằng hợp của các phép xoay. Ta dễ dàng nhận ra các tiên đề của nhóm được thỏa mãn.
Những ví dụ khác về nhóm hoán vị: 
trò chơi kaleidoscope và trò chơi eightfold.